# Orde Civil de Savoia
L'Orde Civil de Savoia (italià: Ordine Civile di Savoia) era un orde de cavalleria italià, creat el 29 d'octubre de 1831 pel rei Carles Albert I. Era atorgada a aquells que, mitjançant l'estudi o el treball, haguessin honorat la Corona o l'Estat.
L'orde estava reservat als ciutadans italians, i s'atorgava en classe única de cavaller.
Equivalia als honors militars reservats pels oficials inferiors.
En el moment de la seva institució el límit màxim era de 40 cavallers, però el 1859 s'incrementà a 50, a 60 el 1861 i finalment, a 70 al 1887.
La concessió de la medalla portava l'atribució d'una pensió anual.
L'Orde Civil de Savoia no va ser reconegut per la República Italiana; tot i això, va seguir sent concedit pel rei a l'exili Humbert II fins a la seva mort, el 18 de març de 1983.

## Disseny
Una creu grega d'or, esmaltada en blau cel. Al centre hi ha un medalló, primer amb les inicials C.A. del rei Carles Albert i, després de la seva mort, V.E., pel rei Víctor Manuel II.
Al revers hi ha la inscripció "Al Merito Civile 1831" (Al Mèrit Civil 1831).
El galó és blanc, amb una franja blava al centre.